# Опатів
Опа́тів (пол. Opatów) — місто в південній Польщі. Адміністративний центр Опатовського повіту Свентокшиського воєводства.

## Географія
Місто розташоване на Сандомирській височині (пол. Wyżyna Sandomierska) — східній частині Келецької височини (пол. Wyżyna Kielecka). Через місто протікає річка Опатувка.

## Історія
1237 року вроцлавський князь Генрик Бородатий, опікун Болеслава Сором'язливого, вигнавши тамплієрів, надав любуським єпископам Опатів разом з  16 селами.
Миколай Бучацький-Творовський гербу Пилява 1586 року набув Опатів.

## Пам'ятки

### Збережені
- Залишки міських мурів
- Варшавська брама
- Колегіата святого Мартина (пол. Kolegiata św. Marcina)[7]
- Бароковий костел монастиря бернардинців[8]
- Міські підземелля (пол. Podziemia Opatowskie)

### Втрачені
- Давня синагога
- Дім з підтіннями (відбудований як міська ратуша)

### Некрополі
- Парафіяльний цвинтар
- Військовий цвинтар часу першої світової війни

## Демографія
Демографічна структура станом на 31 березня 2011 року:
|          | Загалом | Допрацездатний вік | Працездатний вік | Постпрацездатний вік |
| -------- | ------- | ------------------ | ---------------- | -------------------- |
| Чоловіки | 3239    | 577                | 2286             | 376                  |
| Жінки    | 3625    | 549                | 2138             | 938                  |
| Разом    | 6864    | 1126               | 4424             | 1314                 |

## Спорт
У місті є «Opatowski Klub Sportowy», його волейбольною секцією — «OKS Volley Opatów», який проводить матчі в залі «Hala Sportowa» (вул. Коперника, 30).

## Транспорт
Опатув розташований на перехресті краєвих автодоріг № 9 (E371) Радом — Ряшів i № 74 Пйотркув-Трибунальський — Грубешів. У місті розпочинається воєводська аводорога № 757 Опатув — Стопниця (пол. Stopnica).

## Відомі люди
- Полейовський Матвій — львівський скульптор-різьбяр, виконав роботи для головного вівтаря одного з храмів міста, правдоподібно, для костелу бернардинців, який не зберігся.[11]
- Станіслав зі Львова (бл.1484—1556) — бернардинець, полеміст, викладав тут філософію.[12]

### Народилися
- Ремігіуш Бежанек (пол. Remigiusz Bierzanek) — польський правник, спеціаліст з міжнародного права, член постійної палати третейського суду (Гаага).
- Влодзімеж Мазур — гравець збірної Польщі з футболу.